# Batalha da Vuelta de Obligado
A Batalha da Vuelta de Obligado foi um combate naval travado em 20 de novembro de 1845, entre a Confederação Argentina, sob a liderança de Juan Manuel de Rosas, e uma frota anglo-francesa combinada. A ação fazia parte do maior bloqueio anglo-francês do Río de la Plata. Embora as forças de ataque tenham rompido as defesas navais argentinas e ultrapassado as defesas terrestres, a batalha provou que os navios estrangeiros não podiam navegar com segurança nas águas internas da Argentina contra a vontade de seu governo. A batalha também mudou o sentimento político na América do Sul, aumentando o apoio a Rosas e seu governo.

## Antecedentes
Durante as décadas de 1830 e 1840, os governos britânico e francês estavam em conflito com a liderança de Rosas na Confederação Argentina. A política econômica de Rosas de exigir que o comércio passasse pela alfândega de Buenos Aires - que era seu método de impor sua vontade às províncias do litoral - combinada com suas tentativas de incorporar Paraguai e Uruguai à Confederação, entraram em conflito com a economia francesa e britânica interesses na região. Durante seu governo, Rosas teve que enfrentar inúmeros problemas com essas potências estrangeiras, que em alguns casos chegaram a níveis de confronto aberto. Esses incidentes incluíram dois bloqueios navais, o bloqueio francês em 1838 e o anglo-francês de 1845.
Com o desenvolvimento da navegação a vapor (que ocorreu principalmente na Grã-Bretanha, França e Estados Unidos) na terceira década do século XIX, grandes (e, portanto, oceânicos) navios mercantes e militares tornaram-se capazes de subir rios a uma boa velocidade e com uma carga pesada. Esta nova tecnologia permitiu que os governos britânico e francês evitassem a alfândega de Buenos Aires navegando diretamente pelo estuário do Prata e fazendo comércio diretamente com as cidades do interior em Entre Ríos, Corrientes, Uruguai e Paraguai. Isso evitou a tributação de Buenos Aires, garantiu direitos especiais aos europeus e permitiu que exportassem seus produtos a preços baixos.
O governo de Rosas tentou impedir essa prática declarando os rios argentinos fechados ao transporte estrangeiro, barrando o acesso ao Paraguai e outros portos no processo. Os governos britânico e francês não reconheceram esta declaração e decidiram desafiar Rosas navegando rio acima com uma frota conjunta, preparando o cenário para a batalha.

## Batalha

### Ordem da batalha
A esquadra anglo-francesa que navegava pelo rio Paraná nos primeiros dias de novembro era composta por onze navios de guerra.
- britânico

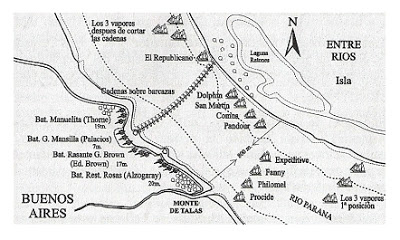
Plano de batalha.

  - Gorgon, remo (6 armas, capitão Charles Hotham)
  - Firebrand, remo (6 armas, capitão James Hope)
  - Philomel, (8 armas, Comandante Bartholomew James Sulivan)
  - Comus, (18 armas, Comandante Edward Augustus Inglefield (atuando))
  - Dolphin, (3 armas, Tenente Reginald Thomas John Levinge)
  - Fanny, escuna (1 arma, Ten. Astley Cooper Key)
- francês
  - San Martin, (8 armas, capitão François Thomas Tréhouart)
  - Fulton, remo (2 armas, Ten. Louis Mazères (fr))
  - Expéditive, (16 armas, Lieut. Miniac)
  - Pandour, (10 armas, Tenente Duparc)
  - Procida, (4 armas, Tenente de la Rivière)

Esses navios estavam entre as máquinas militares mais avançadas de seu tempo, e pelo menos três - Fulton, HMS Firebrand e HMS Gorgon - eram vapores, que inicialmente ficaram para trás dos navios à vela. Eles eram parcialmente blindados e tinham armas de fogo rápido e foguetes Congreve.
O principal reduto argentino estava localizado em uma falésia que se erguia entre 30 e 180 m sobre as margens da Vuelta de Obligado, onde o rio tem 700 metros de largura e uma curva torna a navegação difícil.
O general argentino Lucio Norberto Mansilla montou três grossas correntes de metal suspensas em 24 barcos do outro lado do rio, para impedir o avanço da frota europeia. A operação estava a cargo de um imigrante italiano chamado Filipo Aliberti. Apenas três desses barcos eram navios de guerra; o restante eram barcaças requisitadas cujos proprietários recebiam uma indenização em caso de sinistro. Aliberti era o mestre de um dos barcos, o Jacoba, afundado na batalha. Pelo menos 20 barcos e barcaças foram perdidos na barragem de correntes em Obligado.
Na margem direita do rio, os argentinos montaram quatro baterias com 30 canhões, muitas delas de bronze de 8, 10, 12 e 20 libras. Estes eram servidos por uma divisão de 160 soldados gaúchos. Estavam também 2 mil homens nas trincheiras sob o comando do coronel Ramón Rodríguez (es), juntamente com o bergantim Republicano (es) e duas pequenas canhoneiras, Restaurador e Lagos, com a missão de guardar as correntes ao longo do rio.

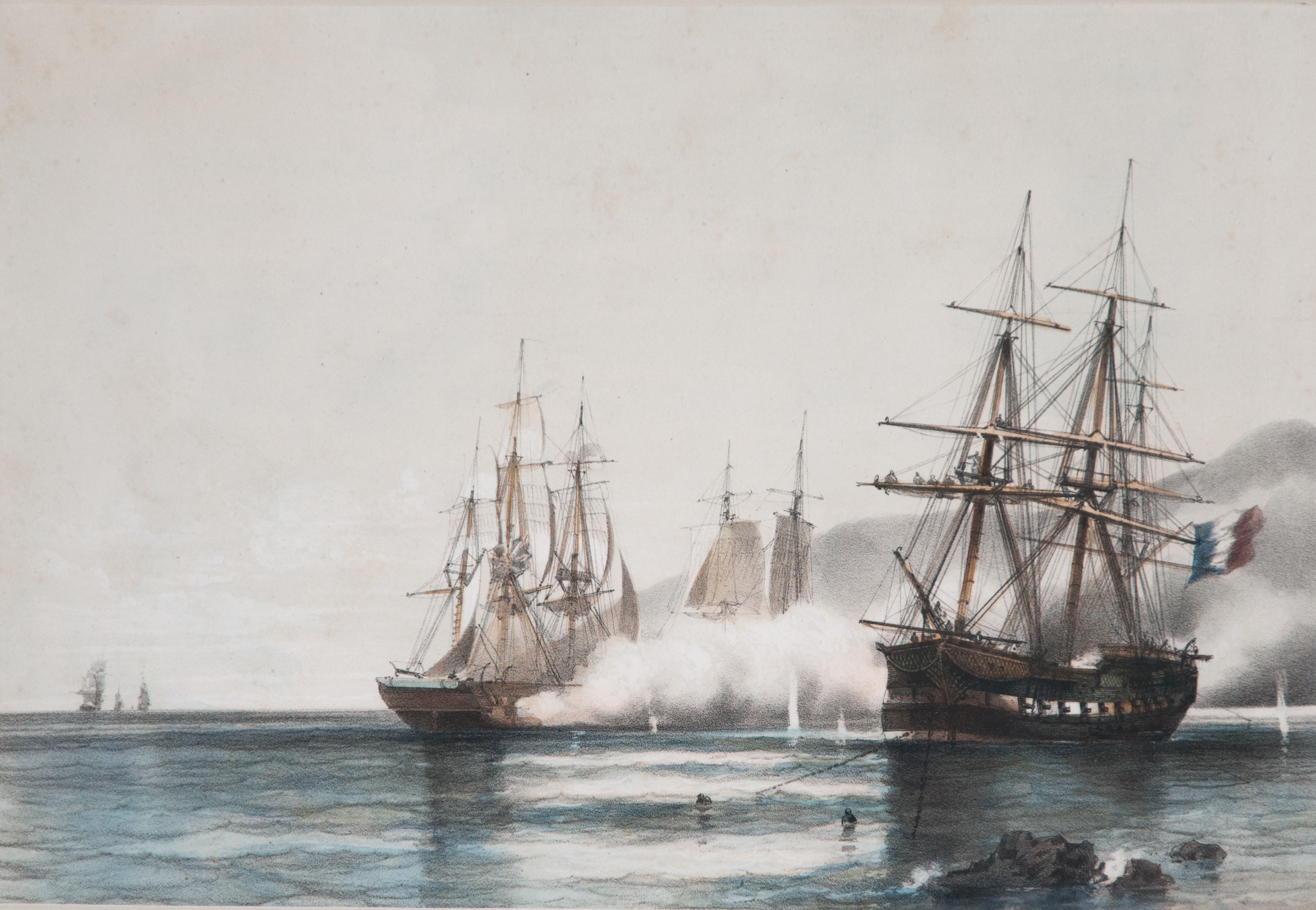
Combate da Vuelta de Obligado

### Ação principal
O combate começou na madrugada, com tiros intensos de canhões e disparos de foguetes sobre as baterias argentinas, que dispunham de canhões de carregamento menos precisos e mais lentos. Desde o início, os argentinos sofreram muitas baixas - 150 mortos, 90 feridos. Além disso, as barcaças que seguravam as correntes foram incendiadas e o Republicano foi perdido, explodido pelo próprio comandante quando este não conseguiu mais defendê-lo. Vários lançamentos armados também foram afundados em batalha. As canhoneiras Restaurador e Lagos desembaraçaram-se com sucesso e retiraram-se rio acima, para o passo do Tonelero. A terceira canhoneira e as barcaças armadas também sobreviveram à ação, mas o brigantino desmantelado Vigilantefoi afundado por sua tripulação e os lançamentos restantes foram destruídos pela frota combinada em 28 de novembro.
Os europeus conseguiram passagem gratuita ao custo de 28 mortos e 95 feridos. No entanto, seus navios sofreram graves danos, deixando-os encalhados em Obligado por 40 dias para fazer reparos de emergência.

### Ação secundária

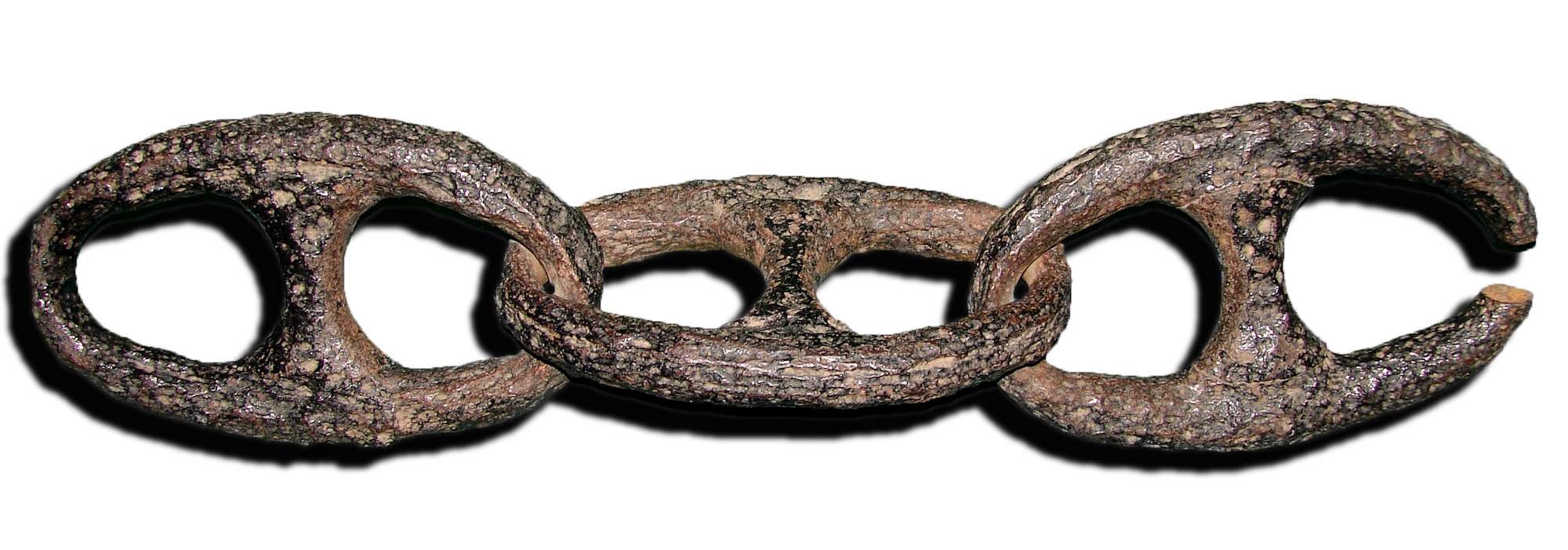
Fragmento das correntes usadas na batalha, exposto no Museu do Bicentenário, em Buenos Aieres.

Enquanto isso, a 40 km ao norte, uma pequena força naval argentina composta pelo saveiro Chacabuco, pelas canhoneiras Carmen, Arroyo Grande, Apremio e Buena Vista vigiava um braço secundário do Paraná cujo controle dá pleno acesso aos portos de Entre Ríos. Como em Obligado, uma corrente dupla mantida por sete barcaças também foi implantada através do rio. Quando a notícia do resultado da batalha chegou ao esquadrão, o Chacabuco foi afundado e o restante da flotilha se abrigou no porto de Victoria.

### Rio acima
Apenas 50 dos 92 navios mercantes que esperavam nas ilhas Ibicuy continuaram sua viagem rio acima. O resto desistiu e voltou para Montevidéu. Os navios britânicos e franceses que conseguiram navegar rio acima foram novamente atacados no caminho de volta em Paso del Tonelero e em Angostura del Quebracho em 4 de junho de 1846. A frota combinada sofreu a perda de seis navios mercantes durante o último combate.

## Consequências
A vitória anglo-francesa não atingiu seus objetivos econômicos. Ficou praticamente impossível navegar pelos rios argentinos sem a autorização das autoridades argentinas.
A batalha teve um grande impacto no continente. Chile e Brasil mudaram de postura (até então eram contra Rosas) e apoiaram a Confederação. Até mesmo alguns líderes unitários, inimigos tradicionais do caudilho argentino, ficaram comovidos com os acontecimentos, com o general Martiniano Chilavert se oferecendo para ingressar no exército da Confederação.
A França e o Reino Unido finalmente levantaram o bloqueio e abandonaram suas tentativas de contornar as políticas de Buenos Aires. Eles reconheceram o direito legal do governo argentino sobre o Paraná e outros rios internos, e sua autoridade para determinar quem tinha acesso a ele, em troca da retirada do exército de Rosas do Uruguai.

A Batalha de Obligado é lembrada na Argentina em 20 de novembro, que foi declarada um "Dia da Soberania Nacional" em 1974, e se tornou um feriado nacional em 2010. O metrô de Paris tinha uma estação chamada "Obligado" para esta batalha até 1947, quando foi rebatizada de Argentina, como um gesto de boa vontade após a visita de Eva Perón à França. 